# Jizerka (pravostranný přítok Jizery)
Jizerka je nevelká říčka na katastrálním území kořenovské osady Jizerka, pramenící v Jizerských horách na rozvodí mezi Baltským a Severním mořem v sedle mezi Vlašským a Středním Jizerským hřebenem. Mělké údolí, kterým protéká, se nazývá Malá jizerská louka a je vyplněno několika vrchovišti chráněnými národní přírodní rezervací Rašeliniště Jizerky. Délka toku činí 7,3 km. Plocha povodí měří 13,4 km².
Jejími přítoky zleva jsou Příčná voda a Pařezový potok, zprava Hlinitý, Safírový a Sklářský potok. 
Jizerka se vlévá do Jizery pod Bukovcem.
Před ústím Jizerky překlenoval Jizeru na státní hranici od roku 1901 železobetonový most spojující osadu Jizerka s osadou Orle. Tento most byl Poláky začátkem osmdesátých let stržen. Dnešní dřevěnou lávku nechala postavit obec Kořenov. Od 15. července 2005 je zde česko-polský turistický hraniční přechod.
Existuje také levostranný přítok Jizery stejného jména, který pramení u Horních Míseček. 

## Fotogalerie

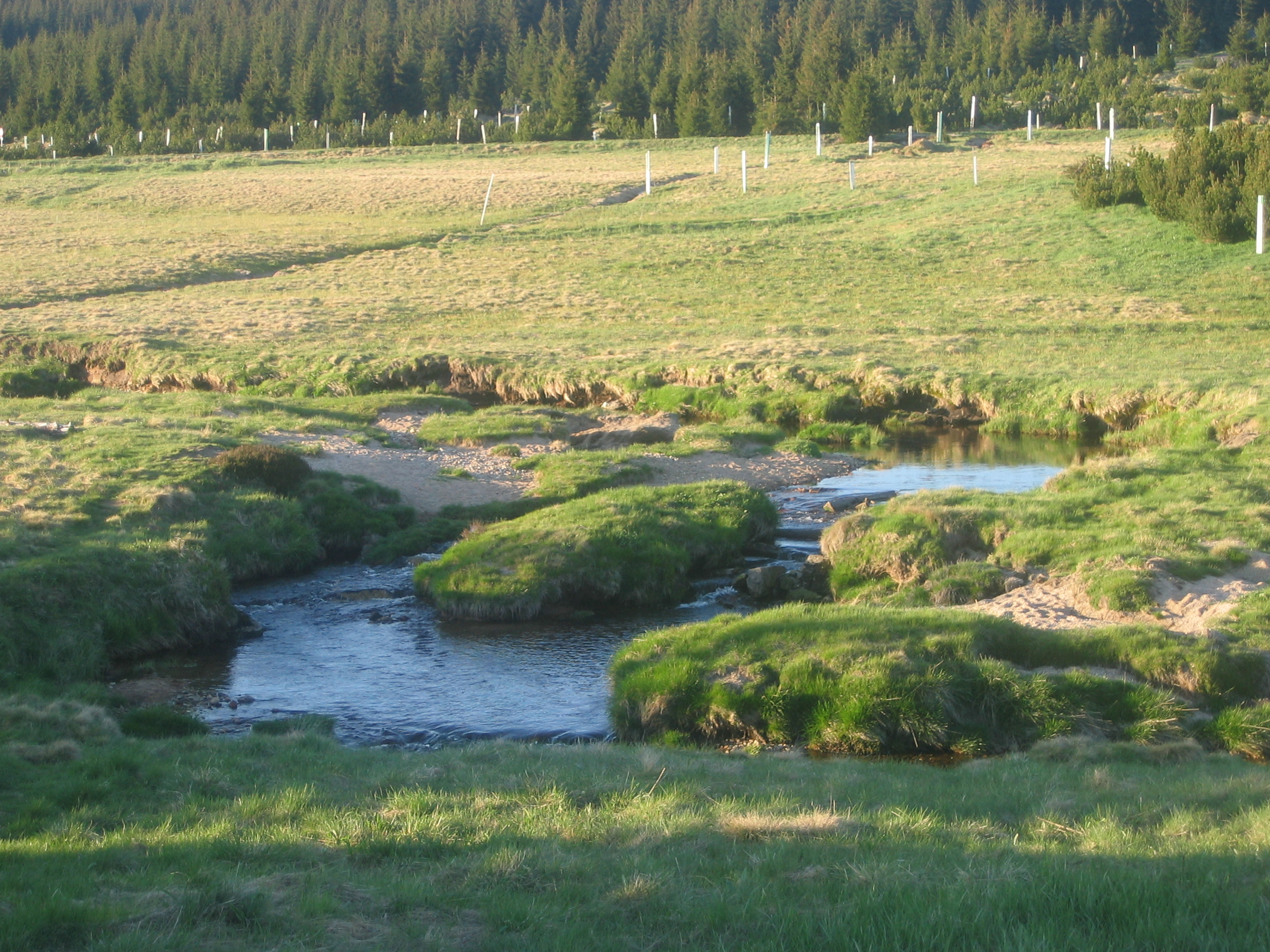
Jizerka v osadě Jizerka
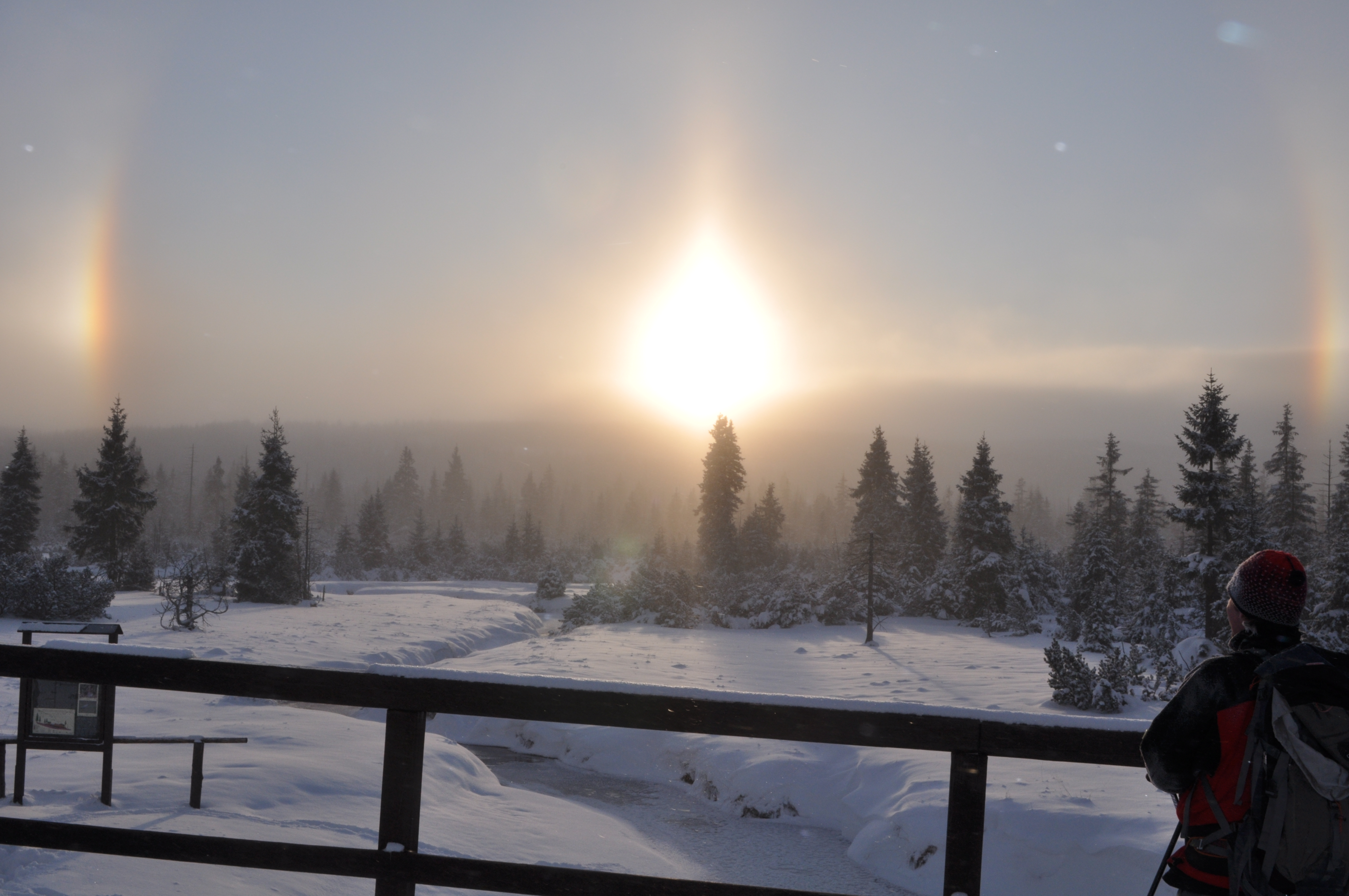
Rašeliniště Jizerky v zimě